# Túsculum
|  | Per a altres significats, vegeu «Comtat de Túsculum». |

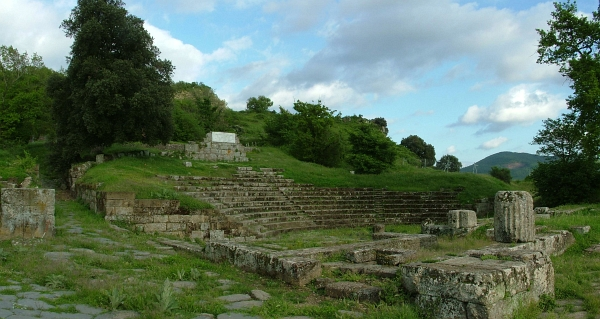
Restes del teatre de Túsculum

Túsculum fou una ciutat del Latium prop del Puig Albanus. La tradició la suposa fundada per Telègon, fill d'Ulisses i Circe. Fou dependència d'Alba des del temps de Latinus Silvius, però després de la destrucció d'Alba per Tul·lus Hostili va recuperar la independència sota la forma de república i amb un dictador al capdavant.

## Aliança amb Roma
Durant el regnat de Tarquini el Superb a Roma el tusculà Octavi Mamili encara es deia descendent d'Ulisses i Circe, i el va casar amb la filla del rei romà. L'aliança entre la gens Mamília i la gens Tarquínia fou la principal causa de la guerra llatina. Després que Tarquini fou enderrocat i quan va fracassar en l'intent de recuperar el poder amb ajut dels etruscs, Tarquini es va refugiar a Túsculum i va instigar una aliança de les 30 ciutats llatines contra Roma. L'exèrcit confederat va establir la seva posició al llac Regil, on els llatins foren totalment derrotats el 497 aC. El cap llatí Mamili va morir a mans de Tit Hermini; Tarquini, que era ja d'avançada edat, va combatre també i va resultar ferit. Després de la pau Túsculum fou aliada de Roma.

## Invasions llatines 461 aC - 415 aC
El 461 aC i 460 aC els volscs i eques van assolar el seu territori. El 458 aC el sabinià Api Herdoni va ocupar el capitoli romà, però Túsculum va romandre lleial i va enviar soldats per ajudar a Roma a recuperar el capitoli. Poc després el dictador de Túsculum, Lucius Mamilius va rebre la ciutadania romana. El 457 aC els eques van ocupar la ciutadella de Túsculum en un atac nocturn però Fabi, que era amb un exèrcit romà a Àntium, en assabentar-se del fet, va aixecar el camp i va anar cap a Túsculum en ajut de la ciutat; va passar uns quants mesos combatent; finalment els eques, assetjats a la ciutadella, foren obligats a rendir-se per la fam. El 456 aC els eques, dirigits per Grac, va assolar Labicum i Túsculum i va acampar al puig Algidus. Els ambaixadors romans enviats allí foren maltractats. Llavors Luci Quinti Cincinnat fou elegit dictador romà, va derrotar els eques i va fer passar als derrotats inclòs el seu cap sota el jou. Altres lluites van tenir lloc al puig Algidus entre eques i romans el 452 aC i 447 aC; en aquesta darrera ocasió els romans foren derrotats i es van haver de refugiar a Túsculum. Després la ciutat no torna a aparèixer fins al 416 aC, en què foren encarregats per Roma d'una missió d'espionatge contra els habitants de Labicum, sospitosos d'haver-se aliat amb els eques. El 415 aC els eques i labicans van atacar Túsculum i van acampar al puig Algidus. L'exèrcit romà enviat contra ells fou derrotat i altre cop es van haver de refugiar a Túsculum; Quint Servili Prisc fou elegit dictador i en vuit dies va derrotar els enemics i va entrar a Labicum.

## Conflictes llatins
El 379 aC Túsculum, junt amb les ciutats de Gabínia i Labicum, va acusar Praeneste d'usurpació de terres i va demanar un veredicte de culpabilitat; però el senat va rebutjar les demandes de Túsculum i les altres ciutats, i va donar la raó a Praeneste. Això va fer canviar a Túsculum de bàndol. El 378 aC el romà Marc Furi Camil va derrotar els volscs i entre els presoners va trobar uns quants tusculans. Es va descobrir que Túsculum havia entrat en aliança formal amb els volscs i això va provocar que Roma declarés la guerra a Túsculum i encarregués a Camil la direcció de les operacions; però els tusculans van rebre l'exèrcit de Camil amb benediccions i oferiment de provisions i les portes de la ciutat eren obertes i els ciutadans seguien les seves ocupacions normals. Així Camil va invitar al dictador de Túsculum a Roma on finalment els antics tractats foren confirmats i Túsculum fou de les primeres ciutats a rebre la franquícia romana, un privilegi que es donava molt rarament. El 374 aC, en revenja d'aquest acostament els llatins, que havien saquejat Satricum, van atacar Túsculum que van ocupar inesperadament; els ciutadans es van retirar a la ciutadella i van enviar missatgers a Roma que va enviar un exèrcit i els llatins van esdevenir els assetjats; la ciutat fou presa per assalt i els llatins massacrats sota la direcció dels tribuns militars Servius Sulpicius Pretextatus i Lucius Quinctius Cincinnatus. Després d'això hi ha un altre període de silenci històric, trencat només per un atac de Velitres i els atacs dels gals aliats als tiburtins (357 aC).

## Guerra llatina
A la gran guerra llatina, Túsculum fou una de les ciutats de la Lliga llatina. És prou conegut el fet que Tit Manli fou reptat pel comandant de la cavalleria de Túsculum, Meti Gemini, i el primer va acceptar el repte i va matar el segon tot i haver rebut ordres de no fer-ho; aquesta desobediència militar fou castigada pel seu propi pare amb la mort. La guerra va acabar amb la derrota llatina i el senatusconsultum que regulava els afers del Latium; Túsculum va rebre un bon tracte, i la defecció fou atribuïda a un grup minoritari respectant els drets de la resta del poble (335 aC). El 323 aC Túsculum fou acusada pel tribú de la plebs Marc Flavi d'haver ajudat a Velitres i Privernes a fer la guerra a Roma, però el càrrec sembla que no era fonamentat, i els tusculans, vestits de dol, va anar a plorar a Roma demanant l'aixecament d'aquesta calúmnia i finalment els fou concedit, votant en contra només la tribu Pòl·lia. Túsculum fou després inclosa a la tribu Papíria i sempre va estar contra la tribu Pòl·lia.
Túsculum fou un municipi romà i els seus principals ciutadans van esdevenir ciutadans distingits de Roma (gens Mamília, gens Pòrcia, gens Fúlvia, gens Coruncània, gens Juvència i gens Fonteia). El 212 aC Aníbal va fer un intent sobre la ciutat que no va reeixir. A les guerres civils de Marius i Sul·la, el darrer va distribuir el territori de Túsculum; per aquest temps es van restaurar les muralles, que ho van ser de nou durant les guerres de Cèsar i Pompeu.

## Túsculum durant l'alt imperi
Tiberi hi va tenir una vil·la imperial secundària, però no se’n té cap notícia especifica durant l'imperi. En aquell temps molts romans rics i tenien viles. Un dels primers que hi va tenir vil·la fou Lucul. També cal esmentar les de Catus, Ciceró i el seu germà Quintus, Marcus Brutus, Q. Hortensius, T. Anicius, Balbus, Cèsar, Crassus, Quint Metel i d'altres.
En temps de Justinià I la ciutat va adquirir més importància i va esdevenir seu d'un comtat, els comtes del qual van exercir el poder a Roma i de vegades van tenir el control del soli pontifici. Al segle xii la ciutat va estar en guerra amb Roma. Segons Romuald X arquebisbe de Salern, les muralles de Túsculum foren enderrocades sota el Papa Alexandre III el 1168, però Ricard de San Germano diu que la ciutat fou destruïda amb permís de l'emperador el 1191.